# احمدعزت عابد

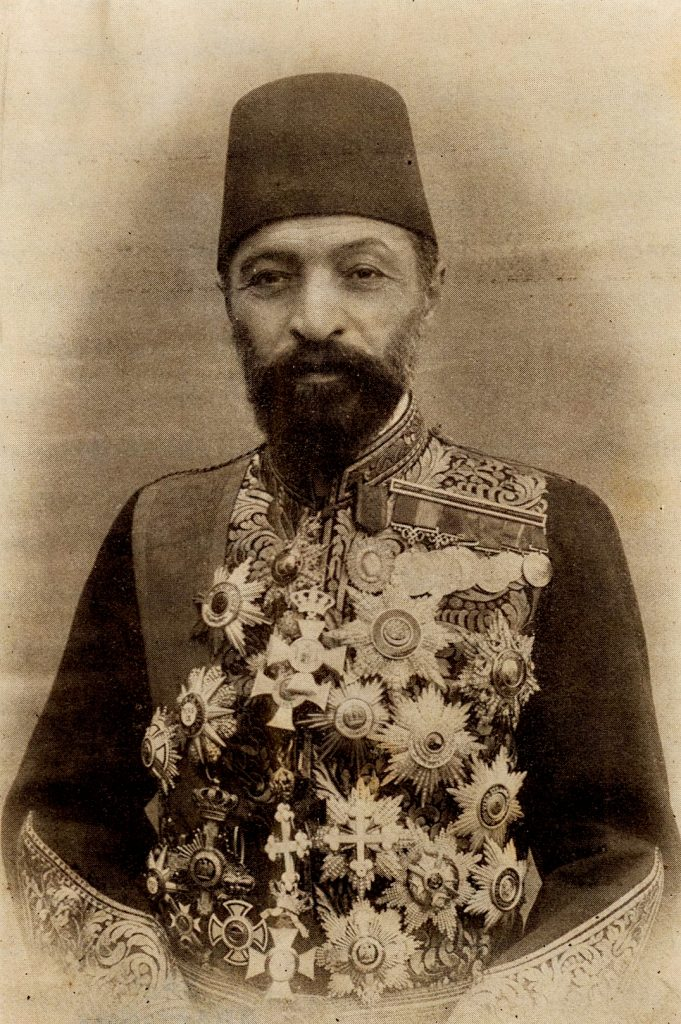
تصویری از احمد عزت

احمدعزت‌پاشا عابد (به عربی: أحمد عزت العابد)(زاده ۱۲۷۱/۱۸۵۵ - درگذشت ۲۴ ربیع‌الاول ۱۳۴۳/ ۱۵ اکتبر ۱۹۲۴) وی سیاسی سوری در زمان سلطان عبدالحمید دوم است.
وی در دمشق تولد یافت و در آنجا تحصیل نمود پس از پایان تحصیلات مناصب اداری و سیاسی گوناگونی را بر عهده گرفت.
عابد جزء ۱۸ اقتصاددان سوریه در طول تاریخ سوریه جدید و معاصر در مجلهٔ اقتصاد سوریه معرفی شده‌است.
یکی از فرزندان وی، محمدعلی عابد است که صفت اولین رئیس‌جمهوری سوریه را دارد.

## خانواده و تحصیلات
وی دارای یک عشیرهٔ عربی است که با نام قبیلهٔ الموالی شناخته می‌شود، این قبیله به قبیلهٔ بکر بن وائل در حجاز باز می‌گردد. یکی از فرزندانش محمدعلی عابد است که در سال ۱۹۳۲ رئیس‌جمهور سوریه بود و لقب اولین رئیس‌جمهور سوریه را داشت به این دلیل که حاکم‌های قبلیش را به دلیل تصویب نشدن قوانین جمهوری رئیس کشور می‌نامیدند.
احمدعزت عابد در دمشق متولد شد و در آنجا نیز مشغول تحصیل علم شد. وی تحصیلات خود را در دو مدرسه در بیروت با نام‌های الآباءاللعازرین و البطریرکیة گذراند. وی با زبان‌شناس مشهور ناصیف الیازجی آشنا شد و در محضر وی به فراگرفتن منطق و بلاغت پرداخت. دیگر استادهای وی شیخ احمد عابدین، عبدالرحمن الاسنوی و احمدالشطی بود.
وی به زبان‌های ترکی، فرانسوی و انگلیسی افزون بر عربی مسط بود.

## منصب‌های سیاسی و اداری
بعد از این که تحصیلاتش پایان یافت در دستگاه مخابرات عثمانی واقع در سوریه مشغول به کار شد، پله‌های پیشرفت در مخابرات را طی کرد تا در سال ۱۲۹۰/۱۸۷۳ رئیس مخابرات شد. به وی پیشنهاد ریاست سردبیری در دو قسمت عربی و ترکی «روزنامه سوریه» شد و سپس با تشویق احمد جودت پاشا حاکم سوریه روزنامهٔ ویژه‌ای با نامه «روزنامه دمشق» تأسیس کرد. عابد در این روزنامه به طرفداری از امپراتوری عثمانی و تمجید از عرب‌ها می‌پرداخت. به دلیل اینکه کارش را نیک می‌دانست تا سال ۱۸۸۷م در این روزنامه فعال بود.
وی ریاست دادگاه حقوق در سوریه را در سال ۱۸۷۸ به عهده گرفت و یک سال بعد با توجه به شایستگی‌هایش به سمت رئیس کل دادگاه‌های سوریه، لبنان و فلسطین گماشته شد. بعد از آن به سمت بازرس کل دادگاه‌های ولایت سلانیک در سال ۱۸۸۴م منصوب شد و سپس به پایتخت رفت و در آنجا به ریاست دادگاه تجدید نظر گماشته شد. دو ماه از اشتغال به این کار نگذشته بود که رئیس کل دادگاه تجارت داخلی شد که شش سال ادامه یافت. در سال ۱۸۹۱م عضو دفتر تنظیمات در مجلس شورای امپراطوری عثمانی شد.
عابد در امپراطوری عثمانی مشهور شد تا شهرتش به گوش عبدالحمید دوم رسید که منجر شد تا عابد به دربار عبدالحمید راه بیابد که به سمت نویسندهٔ ویژهٔ عبدالحمید گماشته شد؛ و بعد از آن وی سمت کمیتهٔ دارایی را به عهده گرفت. عابد توانست که اعتماد عبدالحمید را جلب کند این‌گونه که عابد دوست صمیمی وی شد و عبدالحمید در مورد عابد می‌گوید: «دوست صمیمی که سرانجام یافتمش».
احمد العابد سیزده سال به عبدالحمید دوم خدمت کرد و در این مدت از مهم‌ترین کارهایش نظارت بر ایجاد «خط راه‌آهن الحجاز» بود؛ از دمشق آغاز می‌شد و به سوی شبه جزیره عربستان می‌رفت (بعضی‌ها گفته‌اند که این پروژه فکر وی بوده‌است). هم‌چنین وی مسئول ایجاد خط تلگراف بین ازمیر تا بنغازی بود. دیگر فکر وی، انتخاب دمشق به عنوان مرکز تجمع حجاجی که می‌خواستند رهسپار مدینه شوند بود.

## مؤلفات
وی بسیاری از آثار را از زبان ترکی به عربی ترجمه کرد که از آن‌ّها می‌توان به کتاب‌های «حقوق الدول» و «الأحکام الشرعیة فی الأحوال الشخصیة» اشاره کرد.

## سال‌های پایانی
بعد از برکناری عبدالحمید دوم از سمتش احمد العابد از ترس جان ترکیه را به مقصد اروپا ترک کرد و در اروپا فرزندش محمدعلی العابد نخستین کس که لقب رئیس‌جمهور سوریه را حمل می‌کرد به وی ملحق شد سپس با خانواده به قاهره رفت و در سال ۱۹۲۴ میلادی در آنچا درگذشت.

## دیدگاه‌های اقتصادی در مورد عابد پش از درگذشت
وی در فهرست مجلهٔ اقتصاد منتشر شده در سال ۲۰۰۹م با نام «۱۵ مسئول از قدرت‌مندتری رهبران اقتصاد سوریه جدید و معاصر» قرار گرفت.